# Selca major
Selca major är en fjärilsart som beskrevs av George Francis Hampson 1891. Selca major ingår i släktet Selca och familjen trågspinnare. Inga underarter finns listade.